# Кульчієвецька сільська рада
Кульчієве́цька сільська́ ра́да — адміністративно-територіальна одиниця та орган місцевого самоврядування в Кам'янець-Подільському районі Хмельницької області. Адміністративний центр — село Кульчіївці.

## Загальні відомості
Кульчієвецька сільська рада утворена в 1921 році.
- Територія ради: 46,421 км²
- Населення ради: 1 753 особи (станом на 2001 рік)
- Територією ради протікають річка Баговичка, Тернава

## Населені пункти
Сільській раді були підпорядковані населені пункти:
- с. Кульчіївці
- с. Калиня
- с. Суржинці
- с. Фурманівка

## Склад ради
Рада складалася з 16 депутатів та голови.
- Голова ради: Радавчук Станіслав Михайлович
- Секретар ради: Смирнова Віра Михайлівна

### Керівний склад попередніх скликань
| Прізвище, ім'я, по батькові   | Основні відомості                                                 | Дата обрання | Дата звільнення |
| ----------------------------- | ----------------------------------------------------------------- | ------------ | --------------- |
| Радавчук Станіслав Михайлович | Сільський голова, 1956 року народження, освіта вища, безпартійний | 26.03.2006   | 31.10.2010      |
| Радавчук Станіслав Михайлович | Сільський голова, 1956 року народження, освіта вища, безпартійний | 31.10.2010   |                 |

Примітка: таблиця складена за даними сайту Верховної Ради України

### Депутати
За результатами місцевих виборів 2010 року депутатами ради стали:

#### За суб'єктами висування
| Суб'єкт висування | Кількість обраних депутатів | %    |
| ----------------- | --------------------------- | ---- |
| Самовисування     | 15                          | 93,8 |
| Народна партія    | 1                           | 6,3  |

#### За округами
| № округу       | Прізвище, ім'я, по батькові       | Дата визнання обраним | Освіта             | Партійна приналежність                        | Відомості про обраного депутата                                                         |
| -------------- | --------------------------------- | --------------------- | ------------------ | --------------------------------------------- | --------------------------------------------------------------------------------------- |
| Народна Партія |                                   |                       |                    |                                               |                                                                                         |
| 6              | Довгань Катерина Василівна        | 03.11.2010            | вища               | позапартійна                                  | приватний підприємець                                                                   |
| Самовисування  |                                   |                       |                    |                                               |                                                                                         |
| 1              | Мисик Наталія Миколаївна          | 03.11.2010            | середня спеціальна | позапартійна                                  | Бібліотека-філіал, с. Кульчіївці, завідувачка                                           |
| 2              | Бірюкоа Ігор Вікторович           | 03.11.2010            | вища               | позапартійний                                 | ДЛВМ, с. Кульчіївці, завідувач                                                          |
| 3              | Кондратова Людмила Анндріївна     | 03.11.2010            | середня спеціальна | позапартійна                                  | тимчасово не працює                                                                     |
| 4              | Гержук Петро Іванович             | 03.11.2010            | вища               | позапартійний                                 | пенсіонер                                                                               |
| 5              | Смирнова Віра Михайлівна          | 03.11.2010            | вища               | позапартійна                                  | Сільська рада, с. Кульчіївці, секретар                                                  |
| 7              | Возович Ірена Станіславівна       | 03.11.2010            | середня спеціальна | член Всеукраїнського об'єднання «Батьківщина» | Сільська рада с. Кульчіївці, касир-рахівник                                             |
| 8              | Волховський Михайло Олександрович | 03.11.2010            | вища               | позапартійний                                 | Кам'янець-Подільський лінійний відділ залізно дорожнього транспорту, інженер-програміст |
| 9              | Карасюк Микола Олександрович      | 03.11.2010            | середня спеціальна | член Всеукраїнського об'єднання «Батьківщина» | НВК, с. Кульчіївці, вчитель                                                             |
| 10             | Сабадаш Євген Феофанович          | 03.11.2010            | середня            | позапартійний                                 | пенсіонер                                                                               |
| 11             | Огородник Олександр Олександрович | 03.11.2010            | вища               | член Політичної партії «Сильна Україна»       | приватний підприємець                                                                   |
| 12             | Ляльчук Ольга Яківна              | 03.11.2010            | вища               | позапартійна                                  | НВК, с. Кульчіївці, директор                                                            |
| 13             | Романов Володимир Михайлович      | 03.11.2010            | вища               | позапартійний                                 | приватний підприємець                                                                   |
| 14             | Павловська Аліна Миколаївна       | 03.11.2010            | вища               | позапартійна                                  | НВК, с. Кульчіївці, вчитель                                                             |
| 15             | Дулепа Олександр Васильович       | 03.11.2010            | середня            | позапартійний                                 | тимчасово не працює                                                                     |
| 16             | Гуменюк Ніна Дмитрівна            | 03.11.2010            | середня            | позапартійна                                  | тимчасово не працює                                                                     |